# Haydeé Torres Zegarra
Haydeé Luz Torres Zegarra es una política peruana. Fue consejera regional de Ica entre 2011 y 2014 y Alcaldesa provincial de Nasca entre 1993 y 1998.
Nació en El Callao, Perú, el 3 de diciembre de 1954, hija de Guillermo Torres Gallegos e Isabel Haydeé Zegarra Palomino. Cursó sus estudios primarios y secundarios en la ciudad de Nasca. No cursó estudios superiores.
Su primera participación política fue en las elecciones municipales de 1993 en las que postuló a la alcaldía provincial de Nasca por Acción Popular resultando elegida y reelegida en 1995. Tentó su reelección en las elecciones municipales del 2002 y del 2006 sin éxito. En las elecciones regionales del 2010 fue candidata por el Partido Regional de Integración al cargo de consejera regional de Ica siendo elegida por la provincia de Nasca, tentó la reelección a ese cargo en las elecciones regionales del 2014 sin éxito.